# Womelsdorf (Erndtebrück)
Womelsdorf is een plaats in de Duitse gemeente Erndtebrück, deelstaat Noordrijn-Westfalen, en telt 300 inwoners (2007).